# Conicopfenderina
Conicopfenderina es un género de foraminífero bentónico de la subfamilia Paleopfenderininae, de la familia Pfenderinidae, de la superfamilia Pfenderinoidea, del suborden Orbitolinina y del orden Loftusiida. Su especie tipo es Lituonella mesojurassica. Su rango cronoestratigráfico abarca el Bathoniense (Jurásico medio).

## Discusión
Clasificaciones previas incluían Conicopfenderina en la subfamilia Pfenderininae, de la familia Pfenderinidae, de la superfamilia Ataxophragmioidea, así como en el suborden Textulariina del orden Textulariida o en el orden Lituolida.

## Clasificación
Conicopfenderina incluye a la siguiente especie:
- Conicopfenderina mesojurassica †

Otra especie considerada en Conicopfenderina es:
- Conicopfenderina balkanica †, de posición genérica incierta